# 아라우역
아라우역(독일어: Bahnhof Aarau)은 스위스 아르가우주의 주도인 아라우 지자체에 서비스를 제공한다. 1856년에 문을 연 이 철도는 스위스 연방 철도(SBB CFF FFS)가 소유하고 운영한다.
이 역은 올텐-아라우 철도, 취리히-아라우 철도 및 바덴-아라우 철도 사이의 교차점을 형성한다. 이전에는 현재 폐쇄된 아라우-주어 철도의 종점이기도 했다.
역 마당의 남쪽에는 아르가우 프케하 AG (AVA)의 쇠프트란트-아라우-멘치켄 철도 노선의 미터궤 열차를 위한 별도의 기차역 아라우 WSB가 있다. 인프라(자체 역사, 3개의 트랙을 제공하는 2개의 승강장, 11-13번)는 아라우역과 직접 연결되어 있다.
아라우역은 구시가지의 남동쪽 가장자리에 있는 반호프스트라세에 위치해 있다.

## 운행편

### 장거리 노선
아라우에서 다음 장거리 서비스가 정차한다.
- 인터시티 : 제네바 공항과 로르샤흐 사이에 매시간 운행
- 인터레기오 :
  - 베른과 취리히 중앙역에 매시간 운행
  - 바젤 SBB역과 취리히 중앙역에 매시간 운행
- 레기오익스프레스 :
  - 올텐과 베팅엔 사이에 매시간 운행
  - 취리히 중앙역에 매시간 운행

#### 아르가우 S-반
이 역은 아르가우 S-반 네트워크의 초점이며 해당 망의 다음 노선이 운행된다.
- S23: 랑엔탈과 바덴 사이에 매시간 운행
- S26: 로트크로이츠까지 매시간 운행
- S29: 주르제까지 매시간 운행, 투르기까지 30분 간격 운행

#### 취리히 S-반
아르가우에서 출발하고 끝나는 취리히 S-반 노선도 있다.
- S11 (아라우 – 렌츠부르크 –) 디에티콘 – 취리히 HB – 취리히 슈테트바흐 –  빈터투어 – 조이차흐 / 젠호프-키부르크 (– 빌라) 
슈테트바흐와 빈터투어 사이에 무정차 운행, 조이차흐와 젠호프-키부르크 노선은 1시간 간격으로 교대로 운행, 빌라행 추가 열차 운행.

슈테트바흐와 빈터투어 사이에 논스톱으로 운행한다. 조이차흐와 젠호프-키부르크로 가는 노선은 매시간 교대로 운행된다. 빌라로 가는 추가 열차가 있다.